# Cinca Mitjà
El Cinca Mitjà (aragonès: Cinca Meya) és una de les comarques de l'Aragó. Forma part de la província d'Osca. La capital és Montsó.
Limita al nord-oest amb el Somontano de Barbastre, a l'est amb Llitera i al sud amb el Baix Cinca i els Monegres.
| Municipi               | Habitants |
| ---------------------- | --------- |
| Albalat de Cinca       | 1.131     |
| Alcolea de Cinca       | 1.168     |
| Alfàntega              | 120       |
| l'Almúnia de Sant Joan | 658       |
| Binacet                | 1.530     |
| Fonts                  | 1.034     |
| Montsó                 | 16.217    |
| Puidemoros             | 377       |
| Sant Miquel del Cinca  | 849       |
|                        |           |